# プラス・テク
プラス・テク株式会社は、茨城県に本社を置く、各種プラスチック材料の製造販売を行う企業である。

## 沿革
- 1939年10月 - 株式会社紅屋商店が設立。
- 1943年3月 - 紅屋商店に油脂部を設置。
- 1947年10月 - 米沢工業株式会社と改称。
- 1949年8月 - 神奈川県中郡大野町（現・平塚市）に平塚工場を新設、合成樹脂加工を開始。
- 1949年10月 - プラス・テク株式会社と改称。
- 1961年10月 - 東京証券取引所第2部市場開設と同時に上場。
- 1999年5月 - TOSOH POLYVIN CORPORATION設立。
- 1999年7月 - 株式会社ビニクロンの事業を全面承継。
- 2003年3月 - 有限会社ポリビンサービスを完全子会社化（2008年8月、株式会社に組織変更。2014年3月に解散。）
- 2004年3月 - 東京証券取引所第2部上場廃止。グリーンシート登録。
- 2004年3月 - 東ソー株式会社の子会社となる。
- 2008年12月 - 電気化学工業株式会社の塩ビコンパウンド事業を継承。